# San Antonio Fraccionamiento
San Antonio Fraccionamiento är en ort i Mexiko.   Den ligger i kommunen Tlajomulco de Zúñiga och delstaten Jalisco, i den centrala delen av landet, 500 km väster om huvudstaden Mexico City. San Antonio Fraccionamiento ligger 1 571 meter över havet och antalet invånare är 387.
Terrängen runt San Antonio Fraccionamiento är kuperad åt sydväst, men åt nordost är den platt. Runt San Antonio Fraccionamiento är det tätbefolkat, med 266 invånare per kvadratkilometer. Närmaste större samhälle är Guadalajara, 17,3 km norr om San Antonio Fraccionamiento. Omgivningarna runt San Antonio Fraccionamiento är en mosaik av jordbruksmark och naturlig växtlighet.